# Cañada Vellida
Camañas ist ein Ort und eine Gemeinde (municipio) mit 38 Einwohnern (Stand: 2024) im Zentrum der Provinz Teruel in der Autonomen Region Aragonien im östlichen Zentralspanien.

## Lage und Klima
Der Ort Cañada Vellida liegt im Süden des Iberischen Gebirges etwa 31 km (Fahrtstrecke) nordnordöstlich der Stadt Teruel in einer Höhe von ca. 1320 m. Das Klima ist gemäßigt bis warm; Regen (ca. 486 mm/Jahr) fällt übers Jahr verteilt.

## Bevölkerungsentwicklung
| Jahr      | 1970 | 1981 | 1991 | 2001 | 2011 | 2021 |
| Einwohner | 155  | 101  | 74   | 54   | 38   | 37   |

Die Mechanisierung der Landwirtschaft sowie die Aufgabe bäuerlicher Kleinbetriebe und der daraus resultierende Verlust an Arbeitsplätzen haben in der zweiten Hälfte des 20. Jahrhunderts zu einem deutlichen Bevölkerungsrückgang (Landflucht) geführt.

## Sehenswürdigkeiten

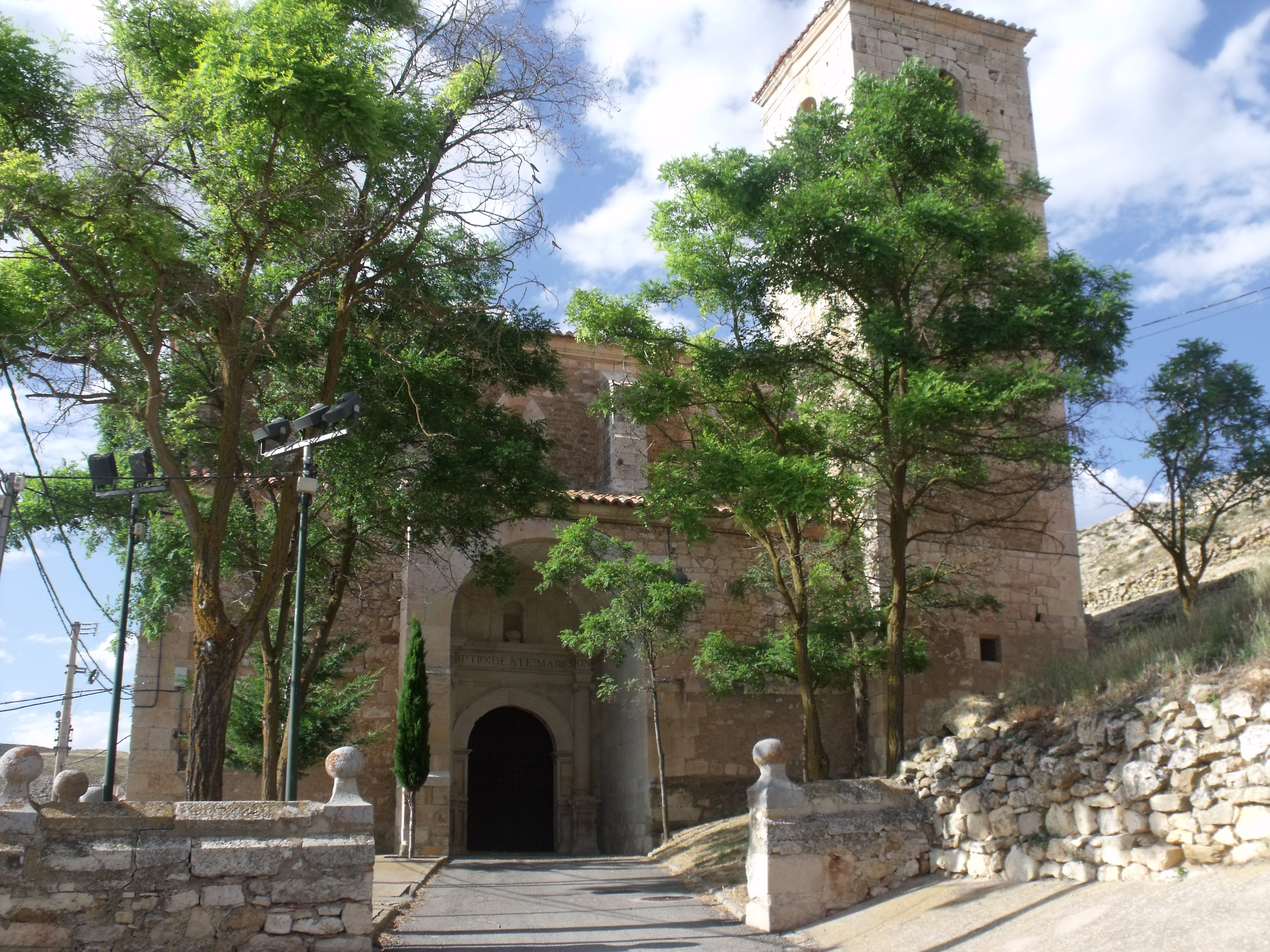
Kirche Mariä Himmelfahrt
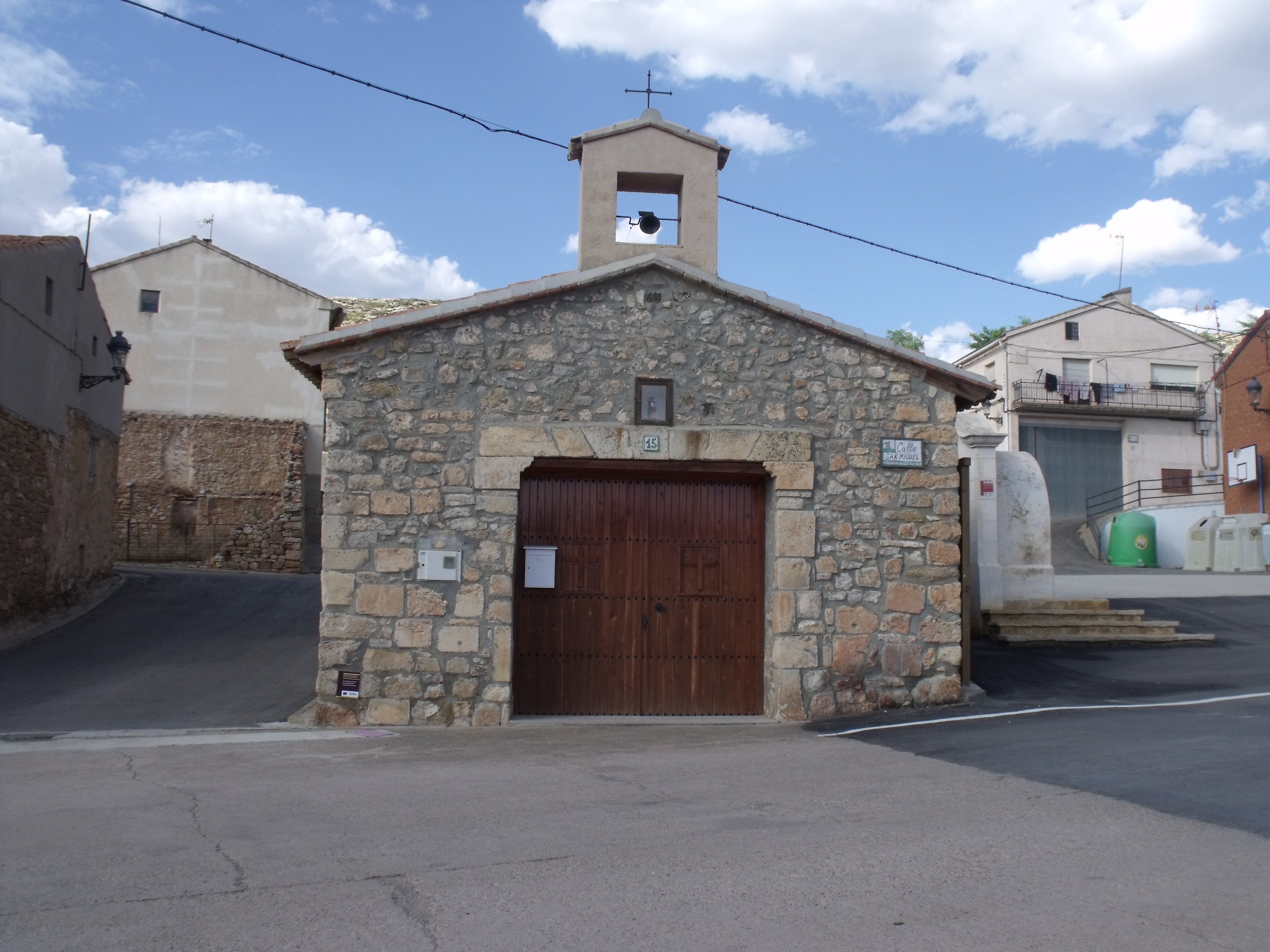
Michaeliskapelle

- Kirche Mariä Himmelfahrt
- Michaeliskapelle